# Florian Bruckmann
Florian Bruckmann (* März 1974 in Aschaffenburg) ist ein deutscher römisch-katholischer Theologe und Hochschullehrer der Europa-Universität Flensburg.

## Leben
Er besuchte das Benediktinergymnasium Ettal. Er studierte Theologie in Würzburg und Bonn und absolvierte ein Studienjahr an der Dormitio-Abtei in Jerusalem. Nach der Promotion zum Dr. theol. in Bonn war er von 2003 bis 2010 wissenschaftlicher Mitarbeiter am Lehrstuhl für Fundamentaltheologie bei Christoph Böttigheimer an der Katholischen Universität Eichstätt-Ingolstadt. 2007 habilitierte er sich dort im Fach Dogmatik und Dogmengeschichte und wurde 2016 zum außerordentlichen Professor ernannt. 2017 bis 2022 war er persönlicher Referent des Generalvikars des Bistums Dresden-Meißen, seit 2022 ist er Mitarbeiter am Seminar für Katholische Theologie der Europa-Universität Flensburg.

## Schriften (Auswahl)
- Die Schrift als Zeuge analoger Gottrede. Studien zu Lyotard, Derrida und Augustinus. Wien 2008, ISBN 3-451-29811-2.
- In IHM erkannt: Gott und Mensch. Grundzüge einer anthropologischen Christologie im Angesichte Israels. Paderborn 2014, ISBN 3-506-77941-9.